# Kąt świecenia

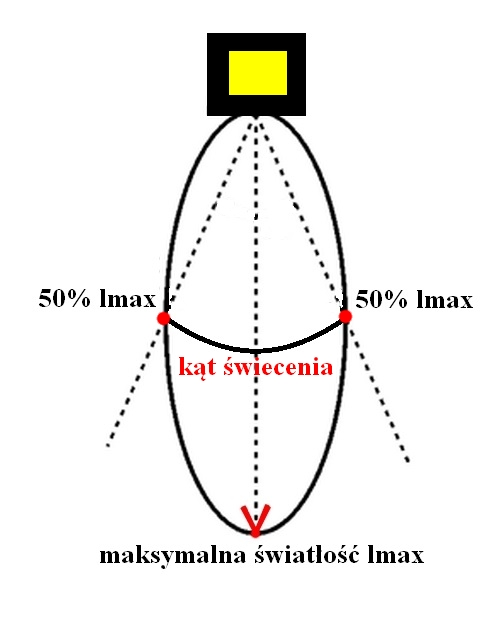
Kąt świecenia światła

Kąt świecenia światła – wyrażona w stopniach szerokość wiązki emitowanej przez źródło światła. Oblicza się ją poprzez wyznaczenie na osi rozsyłu światła dwóch przeciwległych punktów o wartości 50% maksymalnej światłości lampy wyrażonej w kandelach tzw. lmax. W przypadku, gdy rozsył lampy nie jest równomierny mierzy się go w dwóch płaszczyznach położonych 90% względem siebie, będących najczęściej wartością minimalną i maksymalną kąta świecenia. Nazywa się go również kątem rozwarcia wiązki {\displaystyle \beta }. 
Zgodnie z nowymi przepisami Unii Europejskiej, zależnie od kąta świecenia lampy dzieli się na „kierunkowe źródła światła” (DLS) i „bezkierunkowe źródła światła” (NDLS). Zgodnie z obowiązującymi przepisami, jeśli 80% strumienia światła zawiera się w stożku 120 stopni, to lampa jest źródłem kierunkowym. 

## Różne kąty świecenia i ich zastosowanie
Źródła z szerokim kątem, dające światło rozproszone świetnie nadają się jako główne oświetlenie pomieszczeń i tło dla dodatkowego oświetlenia punktowego. Oświetlenie tego typu nie daje ostrych cieni i jest bardziej miękkie w odbiorze.

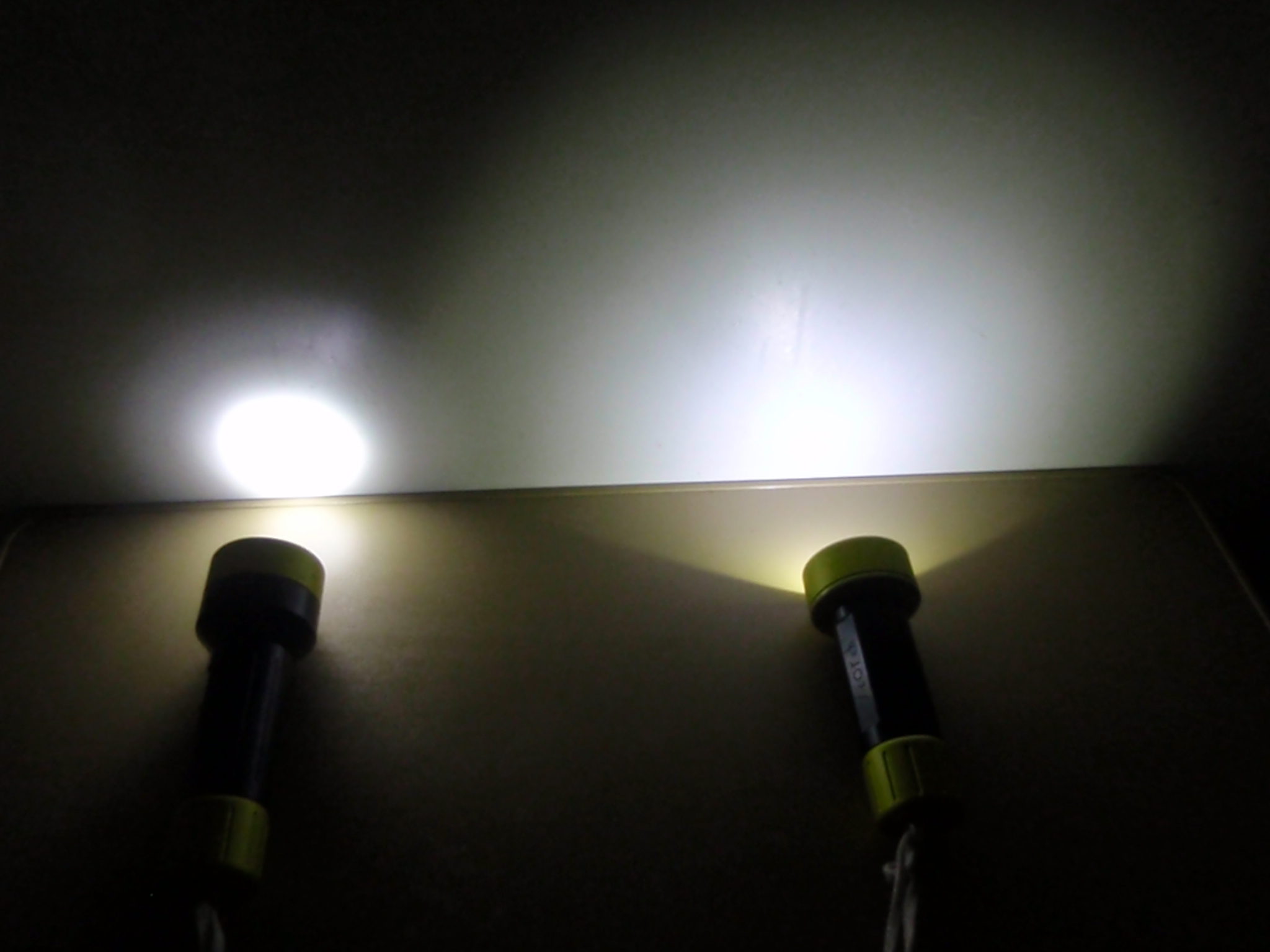
Zobrazowanie dwóch kątów świecenia - wąskiego i szerokiego

Oświetlenie punktowe skupia światło na wąskiej przestrzeni. Dzięki temu mamy większą kontrolę nad wiązką światła. Stosuje się je głównie jako oświetlenie akcentujące. Skupionego światła używa się również przy wysokich pomieszczeniach jako oświetlenia głównego, doświetlającego powierzchnię z wyższej wysokości.